# Mangfallplatz (metrostation)
Mangfallplatz is een metrostation in het district Harlaching van de Duitse stad München. Het station werd geopend op 8 november 1997 en wordt bediend door lijn U1 van de metro van München.